# Zatoka Rekina

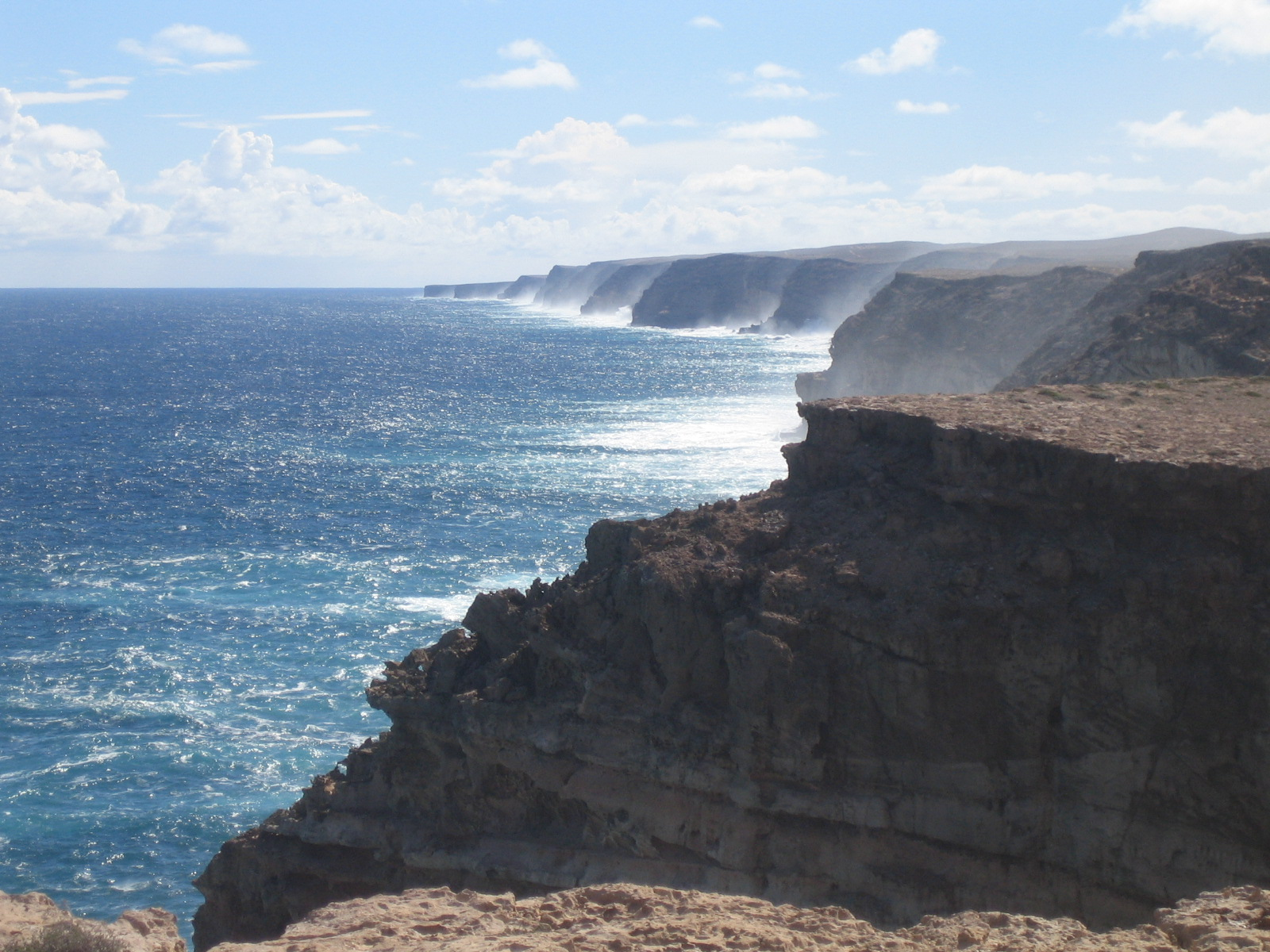
Zuytdorp Cliffs

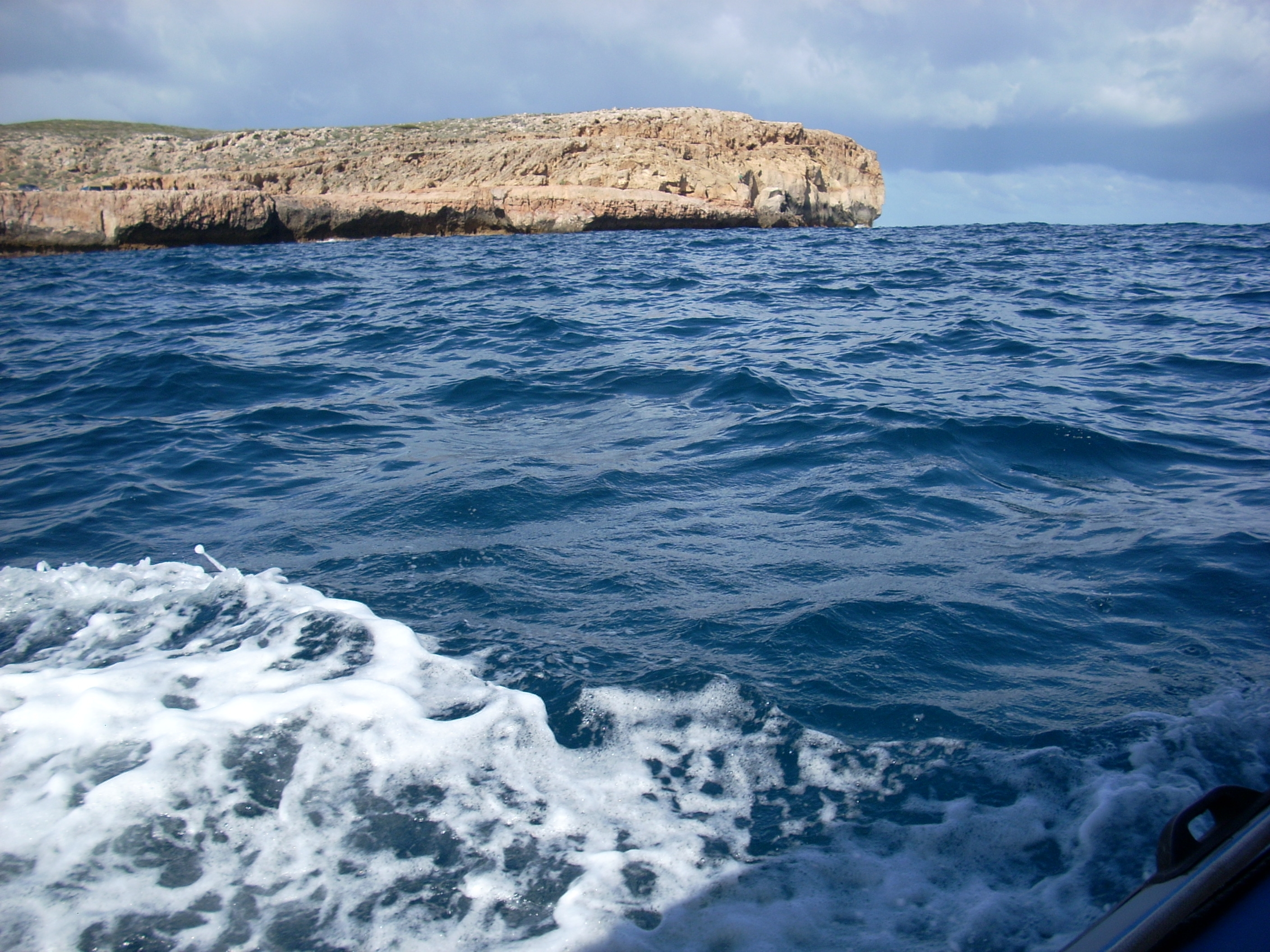
Steep Point

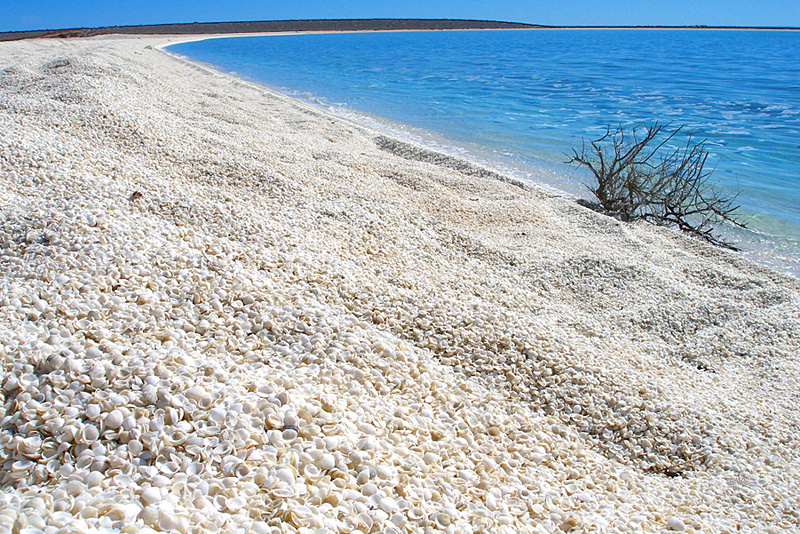
Shell Beach

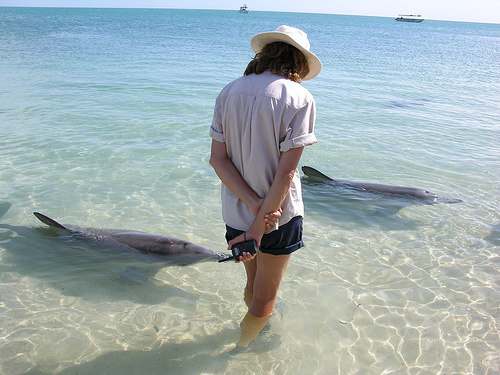
Delfiny w Monkey Mia

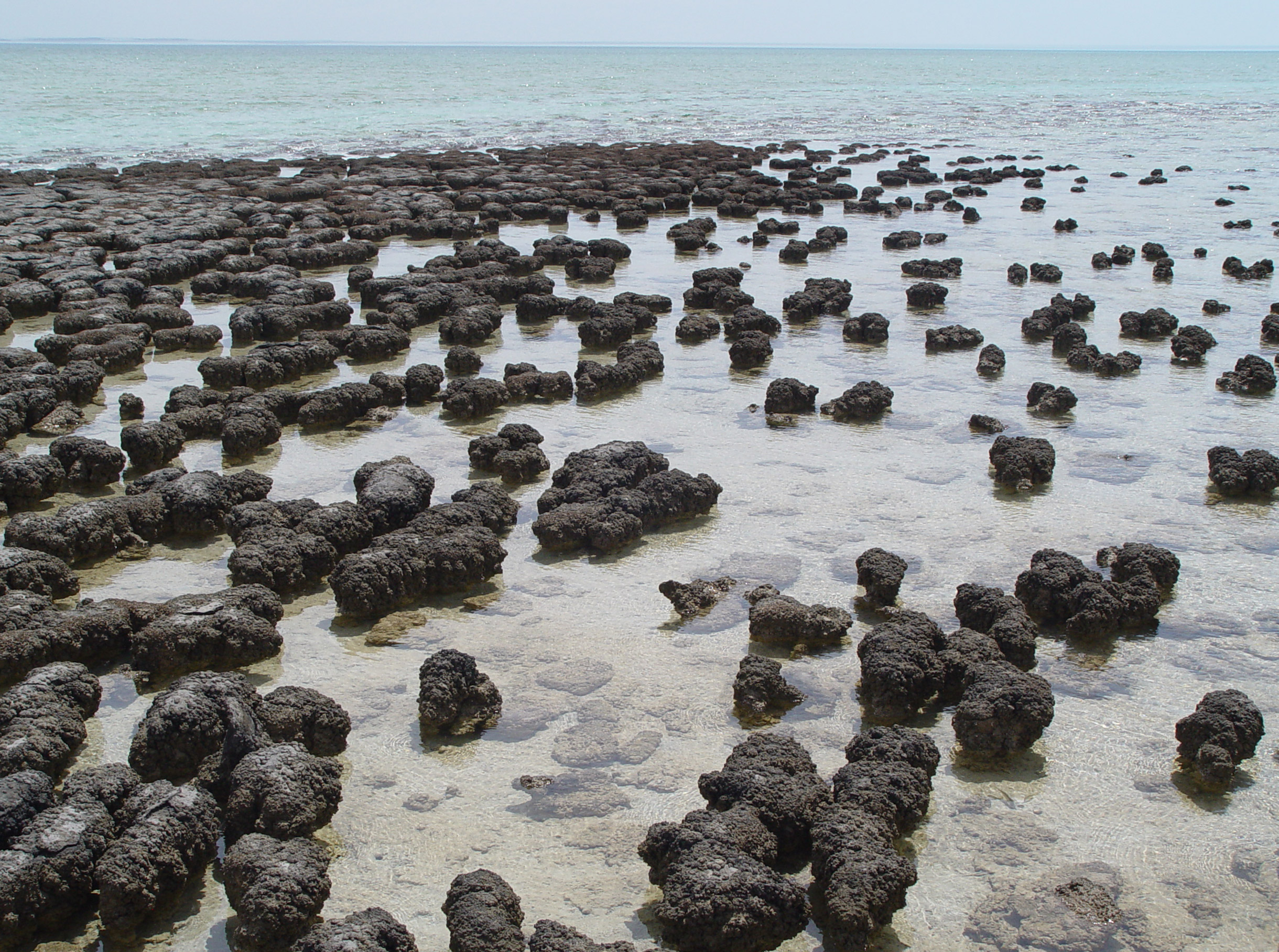
Stromatolity w rezerwacie Hamelin Pool Marine Nature Reserve

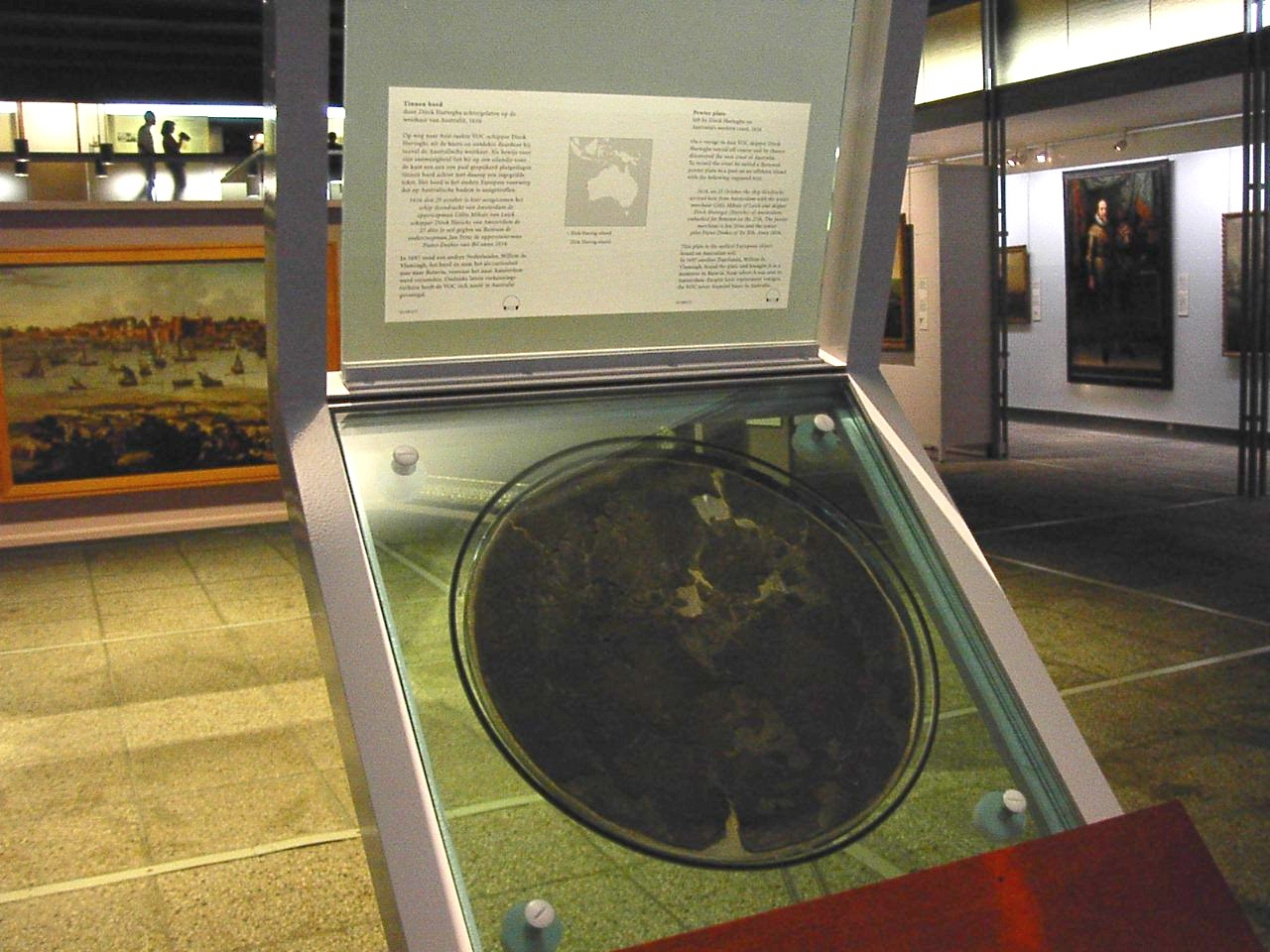
Tabliczka Dirka Hartoga w Rijksmuseum

Zatoka Rekina (ang. Shark Bay) – duża, stosunkowo płytka zatoka Oceanu Indyjskiego, wcinająca się w wybrzeże Australii w miejscu najbardziej wysuniętym na zachód. Położona jest ok. 800 km na północ od miasta Perth, w pobliżu Denham. Na północnym krańcu zatoki leży miejscowość Carnarvon.
Zatoka Rekina przyciąga tłumy turystów – rokrocznie przeszło 120 tysięcy.
W 1991 roku zatoka została wpisana na listę światowego dziedzictwa UNESCO.

## Nazwa
Nazwę „Zatoka Rekina” nadał zatoce brytyjski żeglarz i odkrywca William Dampier (1651–1715), który przybył do zatoki 17 sierpnia 1699 roku na pokładzie HMS Roebuck. Dampier zakotwiczył pomiędzy wyspą Dirk Hartog a półwyspem Peron, gdzie zauważył ogromne skupisko rekinów i od nich nazwał wody zatoki.

## Geografia
Zatoka wcina się w wybrzeże Australii w miejscu najbardziej wysuniętym na zachód.
Położona jest ok. 800 km na północ od miasta Perth. Linia brzegowa zatoki o długości ponad 1500 km ma kształt litery „w”. Zatoka rozciąga się pomiędzy dwoma półwyspami – Peron (ang. Peron Peninsula) a Edel Land (ang. Edel Land Peninsula), obejmuje dwie płytkie zatoki z licznymi wyspami, ograniczone od północnego zachodu wyspami Dirk Hartog, Bernier Island i Dorre Island. Najbardziej wysunięty na zachód punkt półwyspu Edel Land – Steep Point – jest zarazem najdalej na zachód wysuniętym punktem lądu stałego kontynentu australijskiego. Zatoka ma powierzchnię 13 tys. km², a jej średnia głębokość wynosi 9 m. Region zatoki obejmuje obszar 2,2 miliona ha.

### Wyspy
Poniższa lista bazuje na danych pozyskanych z serwisu „Place Names Search”:
| Zdjęcie | Wyspa                 | Współrzędne                                  | Opis |
| ------- | --------------------- | -------------------------------------------- | ---- |
|         | Ant Island            | 26°09′47″S 113°26′32″E/-26,163056 113,442222 |      |
|         | Babbage Island        | 24°52′39″S 113°37′57″E/-24,877500 113,632500 |      |
|         | Baudin Island         | 26°30′54″S 113°38′55″E/-26,515000 113,648611 |      |
|         | Bernier Island        | 24°50′57″S 113°08′14″E/-24,849167 113,137222 |      |
|         | Boora Island          | 24°45′25″S 114°11′45″E/-24,756944 114,195833 |      |
|         | Charles Island        | 26°22′03″S 113°34′07″E/-26,367500 113,568611 |      |
|         | Dirk Hartog           | 25°50′36″S 113°03′18″E/-25,843333 113,055000 |      |
|         | Dorre Island          | 25°03′26″S 113°06′04″E/-25,057222 113,101111 |      |
|         | Double Island         | 26°24′57″S 113°36′59″E/-26,415833 113,616389 |      |
|         | Eagle Island          | 26°05′40″S 113°34′30″E/-26,094444 113,575000 |      |
|         | Egg Island            | 25°54′34″S 113°09′20″E/-25,909444 113,155556 |      |
|         | Faure Island          | 25°51′22″S 113°53′35″E/-25,856111 113,893056 |      |
|         | Freycinet Island      | 26°24′26″S 113°37′00″E/-26,407222 113,616667 |      |
|         | Friday Island         | 26°06′09″S 113°24′09″E/-26,102500 113,402500 |      |
|         | Hutchison Islands     | 26°06′47″S 114°14′05″E/-26,113056 114,234722 |      |
|         | Kangaroo Island       | 26°19′09″S 113°29′58″E/-26,319167 113,499444 |      |
|         | Koks Island           | 24°45′02″S 113°09′33″E/-24,750556 113,159167 |      |
|         | Lefebre Island        | 26°13′50″S 113°30′25″E/-26,230556 113,506944 |      |
|         | Mary Anne Island      | 26°29′06″S 113°40′59″E/-26,485000 113,683056 |      |
|         | Meade Island          | 26°00′05″S 113°11′57″E/-26,001389 113,199167 |      |
|         | North Guano Island    | 26°31′59″S 113°41′25″E/-26,533056 113,690278 |      |
|         | North Kangaroo Island | 26°17′57″S 113°30′11″E/-26,299167 113,503056 |      |
|         | Pelican Island        | 25°51′12″S 114°00′48″E/-25,853333 114,013333 |      |
|         | Parrot Island         | 26°24′45″S 113°30′09″E/-26,412500 113,502500 |      |
|         | Salutation Island     | 26°32′22″S 113°45′56″E/-26,539444 113,765556 |      |
|         | Slope Island          | 26°05′27″S 113°24′45″E/-26,090833 113,412500 |      |
|         | Smith Islands         | 26°35′20″S 113°43′35″E/-26,588889 113,726389 |      |
|         | South Guano Island    | 26°32′45″S 113°41′26″E/-26,545833 113,690556 |      |
|         | Sunday Island         | 26°07′32″S 113°14′06″E/-26,125556 113,235000 |      |
|         | Three Bays Island     | 26°33′15″S 113°38′46″E/-26,554167 113,646111 |      |
|         | Unknown Island        | 26°23′16″S 113°22′16″E/-26,387778 113,371111 |      |
|         | White Island          | 26°26′38″S 113°45′41″E/-26,443889 113,761389 |      |
|         | Whitlock Island       | 24°53′14″S 113°38′44″E/-24,887222 113,645556 |      |
|         | Whitmore Island       | 24°52′00″S 113°37′20″E/-24,866667 113,622222 |      |
|         | Wilds Island          | 26°27′06″S 113°36′54″E/-26,451667 113,615000 |      |
|         | Wilson Island         | 26°09′55″S 113°39′33″E/-26,165278 113,659167 |      |

### Klimat
Zatoka Rekina leży w strefie klimatu podzwrotnikowego, lata są gorące i suche a zimy łagodne. Najzimniejszym miesiącem jest lipiec a najcieplejszym luty. Największe opady notowane są w czerwcu a najsilniejsze wiatry występują latem w grudniu i styczniu.
| Miesiąc | Sty  | Lut  | Mar  | Kwi  | Maj  | Cze  | Lip  | Sie  | Wrz  | Paź  | Lis  | Gru  | Roczna |
| --- | ---- | ---- | ---- | ---- | ---- | ---- | ---- | ---- | ---- | ---- | ---- | ---- | ------ |
| Średnie temperatury w dzień [°C]                                                                                 | 34.0 | 34.9 | 34.1 | 31.1 | 27.3 | 23.9 | 22.7 | 24.1 | 25.9 | 28.3 | 30.3 | 32.3 | 29,1   |
| Średnie dobowe temperatury [°C]                                                                                  | 27.8 | 28.7 | 27.7 | 24.8 | 20.9 | 17.8 | 16.6 | 17.6 | 19.3 | 21.9 | 24.0 | 26.0 | 22,8   |
| Średnie temperatury w nocy [°C]                                                                                  | 21.6 | 22.4 | 21.2 | 18.4 | 14.5 | 11.7 | 10.5 | 11.1 | 12.7 | 15.4 | 17.7 | 19.7 | 16,4   |
| Opady [mm] | 8.4  | 22.9 | 19.9 | 8.7  | 24.0 | 46.5 | 30.6 | 20.7 | 9.6  | 4.6  | 2.1  | 8.9  | 209    |
| Średnia liczba dni z opadami                                                                                     | 1.7  | 2.1  | 1.7  | 2.7  | 6.4  | 9.1  | 10.1 | 9.3  | 5.5  | 2.7  | 1.6  | 1.1  | 54,0   |
| Źródło: Bureau of Meteorology (liczba dni z opadami dla wartości 0,1 mm, 34 m n.p.m., 5 km od oceanu, 2000-2018) |      |      |      |      |      |      |      |      |      |      |      |      |        |

### Flora i fauna
Zatoka Rekina to największe na Ziemi skupisko łąk podwodnych o łącznej powierzchni ponad 4000 km². Z 60 znanych gatunków trawy morskiej, 12 występuje w Zatoce Rekina, przy czym najbujniej rośnie tu Amphibolis antarctica (3700 km²), Halophila ovalis (500 km²) i Posidonia australis (200 km²). Płycizna Wooramel Seagrass Bank (1030 km²) ciągnie się przez 130 km wzdłuż wschodniego brzegu zatoki od Gladstone do Carnarvon i jest największą na świecie.
Łąki są siedliskiem rekordowej liczby gatunków zwierząt, m.in. diugoni zielonych, butlonosów oraz kilkunastu gatunków rekinów (m.in. żarłacza tygrysiego i rekina wielorybiego).
Wody zatoki charakteryzują się wysokim zasoleniem – w większości ok. 1,5 raza wyższym niż zasolenie otwartego oceanu, przy czym zasolenie wody L’haridon Bight i Hamelin Pool jest wyższe dwukrotnie. W wysoce zasolonych wodach Hamelin Pool występują licznie stromatolity. Zarówno w L’haridon Bight jak i w Hamelin Pool występuje Fragum erugatum (pot. ang. Hamelin cockle, cardiid cockle lub heart cockle) z rodzaju sercówkowatych. Ich puste muszelki tworzą unikalne białe plaże, m.in. Shell Beach rozciągającą się przez 60 km i miejscami tworząca warstwę grubą na 10 m i na kilometr szeroką. Tam gdzie depozyty muszelek uległy kompresji, utworzyły się skały wapienne – muszlowce.
Plaża Monkey Mia w pobliżu miejscowości Denham to jedno z nielicznych miejsc na świecie, gdzie żyjące na swobodzie delfiny butelkonose podpływają do stojących na brzegu ludzi. Prawie codziennie między godziną 7:45 a 12:00 na plażę przypływa pięć samic z małymi i są karmione przez strażników z Departamentu ds. Parków i Dzikiej Przyrody (ang. Department Parks and Wildlife (DPaW)), którym mogą asystować turyści. Od 1984 roku delfiny z Monkey Mia są przedmiotem nieprzerwanych obserwacji i badań biologów z wielu krajów – są to najdłużej prowadzone nieprzerwane badania delfinów butelkonosych na świecie.

## Historia
Tereny wokół zatoki zostały zasiedlone przez Aborygenów ok. 30 tys. lat temu. Badania archeologiczne wykazały istnienie dwóch najstarszych śladów bytności człowieka w tym samym miejscu, niedaleko od Eagle Bluff – z okresu plejstocenu 30–18 tys. lat temu oraz z okresu holocenu 7–6 tys. lat temu. Inne ślady z terenów Eagle Bluff i Zuytdorp Cliffs pochodzą sprzed 4600 lat, a z terenów Monkey Mia i Useless Loop, sprzed 2300 lat. Przyjmuje się, że osadnictwo uzależnione było od zmiennych warunków klimatycznych i związanych z tym zmian w poziomie morza.
Pierwszym Europejczykiem, który zszedł na ląd zachodniego wybrzeża Australii, był holenderski kupiec i żeglarz Dirk Hartog (1580–1621). W 1615 roku Hartog został zatrudniony przez Holenderską Kompanię Wschodnioindyjską (hol. Vereenigde Oostindische Compagnie (VOC)), która w 1616 powierzyła mu dowództwo statku Eendracht (pol. jedność) wchodzącego w skład floty płynącej z Holandii do Holenderskich Indii Wschodnich. Podczas burzy statek Hartoga odłączył się od pozostałych jednostek, samodzielnie dopłynął do Przylądka Dobrej Nadziei, skąd udał się w dalszą drogę do Batawii. Podczas rejsu Hartog wykorzystywał silne wiatry zachodnie występujące w pasie wód na półkuli południowej, tzw. Ryczące Czterdziestki. Pas ten został wcześniej uznany przez holenderskiego nawigatora Hendrika Brouwera za najszybszą drogę na Jawę i za jego radą VOC zalecało swoim statkom żeglugę na wschód przez Ocean Indyjski ok. 1000 mil holenderskich (ok. 7400 km), a następnie zwrot na północ w kierunku Cieśniny Sundajskiej. Ponieważ nie można było wtedy dokładnie określić długości geograficznej, często zdarzało się, że statki żeglowały zbyt daleko na wschód, docierając do zachodnich wybrzeży Australii, dokonując przypadkowych odkryć geograficznych.
25 października 1616 Hartog natknął się na szerokości ok. 26°S na liczne niezamieszkane wyspy. Zszedł na wyspę – nazywaną później jego imieniem Dirk Hartog. Na jej przylądku Cape Inscription, Hartog zostawił tabliczkę z pewteru, upamiętniającą jego wizytę. W 1697 roku flamandzki odkrywca Willem de Vlamingh wylądował na wyspie Dirk Hartog, odnalazł tabliczkę i zamienił ją na nową, umieszczając oryginalny tekst Hartoga oraz dodając swój własny.
17 sierpnia 1699 roku przybył do zatoki na pokładzie HMS Roebuck brytyjski żeglarz i odkrywca William Dampier (1651–1715), który zakotwiczył pomiędzy wyspą Dirk Hartog a półwyspem Peron, gdzie zauważył ogromne skupisko rekinów i od nich nazwał wody zatoki. Dampier prowadził intensywne obserwacje flory i fauny, zbierając jej okazy i sporządzając wiele opisów przyrodniczych.
W 1772 roku francuski żeglarz i odkrywca Francois de St Alouarn (1738–1772) wylądował na wyspie, roszcząc prawo do Australii dla Francji. Francuska wyprawa naukowa Nicolasa Baudina (1754–1803) przybyła do Zatoki Rekina w 1801 i ponownie w 1803 roku. Ekspedycja spędziła w zatoce w sumie 70 dni, dokonując wielu odkryć i nadając wiele nazw geograficznych. Podczas pierwszego pobytu odnalazła tabliczkę de Valmingha. Baron Emanuel Hamelin, szyper Naturaliste (jednego z dwóch statków ekspedycji – drugim był statek Geographe), kazał zamontować tabliczkę na nowym paliku. Louis de Freycinet, młodszy oficer na statku Hamelina uważał jednak, że tabliczka może ulec zniszczeniu i powinna trafić do francuskiego muzeum. Kiedy sam objął dowództwo statku Uranie i przypłynął tu ponownie w 1818 roku zabrał tabliczkę do Paryża. Rząd francuski zwrócił tabliczkę Australii w 1947 roku.
W latach 1821–1822 rozpoznanie zatoki prowadził admirał Phillip Parker King (1791–1856), który odnalazł palik Hamelina i wyrył na nim swoje nazwisko. Tabliczka Hartoga znajduje się w Rijksmuseum w Amsterdamie, tabliczka de Valmingha i palik Hamelina z nazwiskiem Kinga w Muzeum Morskim Zachodniej Australii w Perth.
Pierwszą mapę zatoki sporządził w 1858 roku kapitan floty brytyjskiej Henry Mangles Denham (1800–1887), który wyrył napis „Denham; Herald 1858” na 20-metrowym klifie wapiennym w Eagle Bluff.
Pierwsi europejscy osadnicy zaczęli osiedlać się nad zatoką w połowie XIX wieku. Zajmowali się głównie pozyskiwaniem guana, poławianiem pereł i pasterstwem.
Przy pozyskiwaniu guana pracowali skazańcy. Pokłady guana były eksploatowane na 13 wyspach w zatoce Henri Freycinet Harbour, m.in. na wyspach Smith Islands, Sunday Island, Eagle Island oraz South Guano Islands i North Guano Islands.
W latach 50. XIX wieku rozpoczęto masowy połów małży Pinctada albina z uwagi na znajdowane w nich drobne perły, dobrze sprzedające się na rynku azjatyckim, i przydatność ich muszli do produkcji guzików. Zatoka przeżyła „gorączkę pereł” porównywalną z gorączkami złota. Początkowo małże były zbierane ręcznie w czasie odpływu lub przez nurków, jednak z czasem zastosowano przemysłowe metody łowienia przy pomocy koszów ciągniętych za statkami po dnie morskim. W 1873 roku ok. 80 takich statków poławiało małże w wodach zatoki. Następnie kobiety i dzieci oddzielały niejadalne mięso małży od muszli, wrzucając je do beczek wystawianych na słońce i podgrzewanych, tak, by perły opadły na dno. Szacuje się, że na każde 100 małży znajdowano 2–3 perły. Muszle sortowano, najlepsze eksportowano do Europy, a te gorszej jakości używano do utwardzania nawierzchni dróg.
Współcześnie mieszkańcy regionu znajdują zatrudnienie przede wszystkim w turystyce.
W 1991 roku Zatoka Rekina została wpisana na listę światowego dziedzictwa UNESCO a w 2006 roku miejsce lądowania Hartoga na wyspie zostało wpisane na listę narodowego dziedzictwa Australii.

## Wraki statków
W płytkich i zdradliwych wodach zatoki zatonęło wiele statków, m.in..
| Rok zatonięcia | Miejsce zatonięcia                 | Statek       | Opis |
| -------------- | ---------------------------------- | ------------ | --- |
| 1712           | Zuytdorp Cliffs                    | Zuytdorp     | Zuytdorp należał do Holenderskiej Kompanii Wschodnioindyjską (hol. Vereenigde Oostindische Compagnie (VOC)) i zatonął podczas rejsu z Holandii do Batawii. Statek transportował głównie monety (248 000 srebrnych monet) i ołów. W 1834 roku Aborygeni poinformowali osadników w Perth o wraku na północ od miasta. Osadnicy zorganizowali wówczas ekspedycję ratunkową, nie znajdując żadnych rozbitków. Wiele przedmiotów z zatoniętego statku znaleziono w 1927 roku na sąsiednim brzegu a w 1954 roku, po zbadaniu pozostałości na brzegu, zaczęto przypuszczać, że część załogi zdołała się uratować i znaleźć miejsce wśród Aborygenów. W 1964 roku dokonano pierwszego rozpoznania podwodnego wraku. W 1969 roku wrakiem zaopiekowało się Muzeum Zachodniej Australii. W 1992 roku 59 tys. ha otaczających wrak ustanowiono rezerwatem przyrody. |
| 1839           | Ganthaume Bay                      | Paul Pry     | Jeden z trzech statków wielorybniczych biorących udział w wyprawie George’a Greya (1812–1898) po wodach przybrzeżnych Zachodniej Australii. Grey wraz z załogą zeszli na ląd Bernier Island, a dwa później sztorm zepchnął statek Paul Pry na plażę, a wielka fala przełamała go na pół. |
| 1841           | Zatoka Rekina                      | Perseverant  | Francuski statek wielorybniczy zniesiony podczas sztormu na brzeg Dirk Hartog. Załoga zdołała się uratować, a rozbitkowie wyruszyli w dalszy rejs na Jawę w jednej z czterech szalup ratunkowych statku. |
| 1878           | Levillian Shoal                    | Macquarie    | Brytyjski bryg, który wskutek złej widoczności wpłynął na rafę; załoga zdołała się uratować. |
| 1901           | Peron Flats                        | Gudrun       | Norweski statek wielorybniczy w drodze z ładunkiem drewna z Bunbury do Falmouth w Anglii, zatonął pomimo remontu po sabotażu cieśli okrętowego, który celowo przedziurawił statek. Drewniany galeon z wraku znajduje się w muzeum we Fremantle. Wrak i tereny z nim bezpośrednio sąsiadujące tworzą rezerwat morski. |
| 1902           | Zatoka Rekina                      | Two Sons     | Kuter z ładunkiem drzewa sandałowego w drodze z Flint Cliff do Denham. Pozycja wraku nie jest znana. |
| 1904           | Przy Cape Inscription, Dirk Hartog | Beagle       | |
| 1904           | Przy Faure Island                  | Secret       | |
| 1909           | Dorre                              | Genesta      | Statek należący do departamentu rybołówstwa. |
| 1916           | Dorre                              | Olive        | |
| 1925           | Przy Półwyspie Peron               | Two Friends  | Kuter rybacki, pozycja wraku nie jest znana. |
| 1941           | 207 km od Steep Point              | HMAS Sydney  | Krążownik lekki pływający pod banderą Royal Australian Navy. 19 listopada 1941 roku niedaleko zachodnich wybrzeży Australii napotkał zamaskowany niemiecki krążownik pomocniczy „Kormoran”. Zaskoczony ogniem rajdera zatonął po walce, w której bardzo ciężko uszkodził jednostkę wroga. Była to największa strata osobowa Royal Australian Navy w II wojnie światowej (załoga liczyła 645 osób, nikt nie ocalał). Wrak został odnaleziony w 2008 roku. |
| 1941           |                                    | HSK Kormoran | Niemiecki krążownik pomocniczy zatonął po walce z HMAS Sydney. Z 390 członków załogi 73 zginęło. Wrak został odnaleziony w 2008 roku. |
| 1958           | South Passage                      | Era          | |